# KZ-Außenlager Belzig
Das KZ-Außenlager Belzig (nach anderen Quellen auch KZ-Außenlager Roederhof) war ab August 1944 ein KZ-Außenlager im brandenburgischen Belzig. Es unterstand dem KZ Ravensbrück und ab Herbst 1944 dem KZ Sachsenhausen. In ihm mussten Frauen Zwangsarbeit leisten für das Kopp & Co. Werk Roederhof.

## Geschichte
In der Nähe des schon bestehenden Zwangsarbeiterlagers Roederhof errichteten 1943/44 örtliche Baubetriebe ein Barackenlager, in das im August 1944 die ersten Häftlingsfrauen einzogen. Vorhanden waren vier Wohnbaracken, eine Wirtschaftsbaracke mit Bunker, ein Krankenrevier und Toiletten mit Waschanlage, alles umzäunt von einem elektrisch geladenen Stacheldrahtzaun. Die Anlage war für 750 Häftlinge ausgelegt. Bei der ersten Belegung kamen aus dem KZ Ravensbrück 250 Polinnen, 200 Frauen aus der Sowjetunion, 140 Belgierinnen, 75 Französinnen und einzelne Frauen aus Tschechien, Jugoslawien, Italien, Ungarn, Großbritannien und dem Deutschen Reich.
Außerhalb der Umzäunung befand sich eine Baracke für die SS-Wachmannschaft, die aus 6 SS-Männern und 20 SS-Aufseherinnen bestand. Der SS-Oberscharführer Gerhard Lehmann leitete ab Oktober 1944 das Außenlager.
Die Frauen mussten in zwölfstündigen Schichten für die Munitionsfabrik Roederhof arbeiten. Diese gehörte zum Metallwarenwerk Treuenbrietzen des Kopp & Co. Konzerns in Berlin. Hauptprodukte waren Munition für die 2-cm-Vierlingsflak sowie für Flugzeugbord- und Panzerabwehrkanonen.

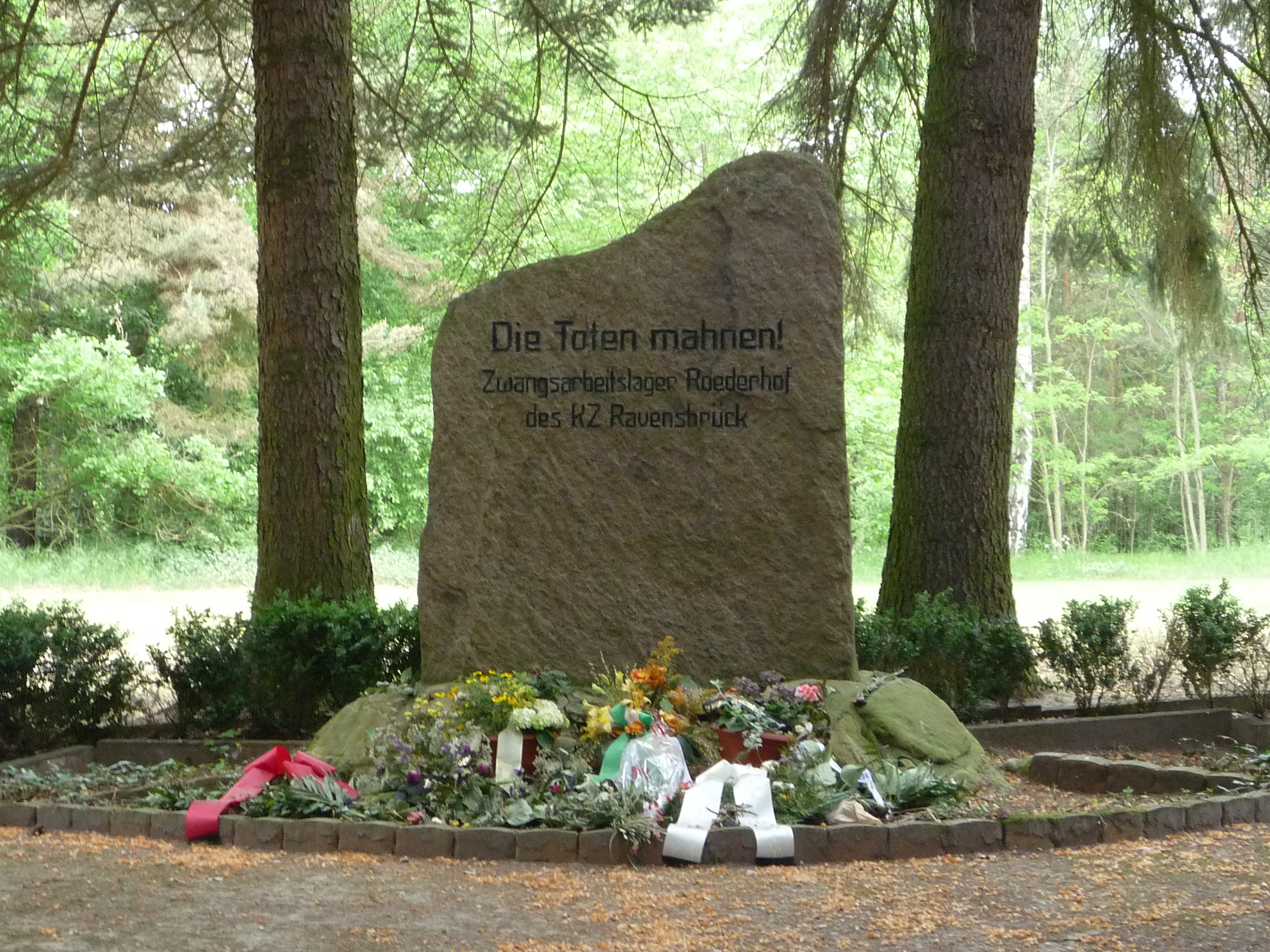
Gedenkstein am Grünen Grund

Die Zahl der Toten ist nicht mehr genau feststellbar. In einer nach dem Krieg durchgeführten Vernehmung, gab der ehemalige Lagerleiter an, dass ungefähr 50 bis 60 Frauen an Schwäche und Krankheit verstorben seien. Die Toten seien in das Krematorium in Brandenburg an der Havel gebracht worden. Ab Januar 1945 bestattete man die Verstorbenen auf dem Belziger Gertrauden-Friedhof. Dort allein sind zwischen 150 und 200 Häftlingsfrauen begraben worden. Alle zwei bis drei Wochen kamen neue Häftlingsfrauen aus dem Hauptlager um die Verstorbenen zu ersetzen.
Am 24. April 1945, aufgrund der nahenden Front, sollten 600 Häftlingsfrauen unter Zurücklassung von 72 Kranken in die Nervenheilanstalt Brandenburg-Görden marschieren. Die erschöpften Frauen gelangten aber nur bis zum Truppenübungsplatz Altengrabow. Nachdem sich die meisten SS-Aufseherinnen nach Richtung Westen abgesetzt hatten, trafen am 3. Mai 1945 US-amerikanische Soldaten in Altengrabow ein.
Gegen den ehemaligen Lagerleiter Gerhard Lehmann ermittelte 1974 die Staatsanwaltschaft Köln, stellte das Verfahren jedoch ein. Margot Pietzner, die als SS-Aufseherin tätig war, verurteilte ein sowjetisches Militärgericht zum Tode. Das Bezirksgericht Halle wandelte diese Strafe in eine zehnjährige Zuchthausstrafe um. Im Jahre 1956 kam sie nach einer Amnestie frei. Im März 1993 wurde sie, nach Antrag, als Opfer des Stalinismus, anerkannt und bekam eine Entschädigung von 64.350 DM. Im Jahre 1996 wurde der Anerkennungsbescheid aufgehoben und das Geld zurückverlangt.
Auf dem ehemaligen Lagergelände, das jetzt teils Wald- oder Freifläche ist, steht seit 1965 ein Gedenkstein.